# آجينجي
آجينجي هيَّ منطقة حكم محلي في ولاية كانو، نيجيريا. يقع مقرها الرئيسي في منطقة آجينجي. تبلغ مساحتها 714 كيلومترً مربعًا ويبلُغ عدد سكانها 174137 حسب احصاء عام 2006. الرمز البريدي للمنطقة رقمُهُ 713.